# شتيفاني جونز
شتيفاني آن «شتيفي» جونز (بالألمانية: Steffi Jones) (ولدت في 22 كانون الأول/ديسمبر 1972 في فرانكفورت) هي بطلة العالم وبطلة أوروبا لعدة مرات وواحدة من لاعبات كرة القدم في العالم الأكثر شهرة. منذ كانون الثاني/يناير 2008 هي رئيسة اللجنة المنظمة لكأس العالم للسيدات لكرة القدم لعام 2011. لعبت في الدوري الألماني من عام 1991 وفي المنتخب الوطني الألماني 1993 حتى 2007.

## الطفولة والشباب
جونز هي ابنة جندي أمريكي وأم ألمانية. عانت صعوبة الطفولة والشباب في (بالألمانية: Bonames)، واحدة من أفقر المناطق في فرانكفورت. غادر الوالد العائلة عندما كان عمرها ثلاثة أعوام. بفضل الطاقة والكثير من المواهب الرياضية، وبدعم من الشبكة الاجتماعية من النوادي الرياضية المحلية، تمكنت من الفرار من هذه الظروف الصعبة. وكحدث هام لعب الدور في تغيير مجرى حياتها المستقبلية تقر بأنها ذات مرة قامت بمحاولة سرقة في أحد المتاجر وحينها تم القبض عليها. استنتاجها من هذا: «كان ذلك بالنسبة لي درسا».
أنهت شتيفاني جونز دراسة تجارة الجملة والتجارة الخارجية. وتخرجت كمدربه رياضيه متخصصه محترفه في الجامعة الرياضية العليا لمدينة كولونيا الألمانيه.كمواطنه لديها الجنسية الألمانيه والجنسيه الأمريكية.

## التطور الوظيفي الرياضي
بدأت تلعب كرة القدم في سن الرابعة. من 1976 حتى 1986 لعبت في فريق الشباب من الذكور Bonames الألماني في فرانكفورت. فيما بعد بدلت، وأمضت خمس سنوات مع فريق كره القدم النسائي Praunheim.في عام 1990 حصلت على لقب ملكة الأهداف حيث حققت 15 هدفا في 18 مباراة، كهدافة قادت النادي إلى دوري الدرجة الأولى للإتحاد الألماني. في السنوات التالية، قامت عده مرات بتغيير النادي، مما أدى هذا التبديل إلى تلقيبها "بملكة التبديل للمنتخب الألماني الأتحادي:

1991/92 FSV Frankfurt
1992/93 SG Praunheim
1993/94 TuS Niederkirchen
1994-97 SG Praunheim
1997/98 FSV Frankfurtشتيفاني جونز Steffi Jones
1998/2000 SC 07 Bad Neuenahr
2000.1.FFC Frankfurt

في نهايه عام 2007 أنهت مسيرتها المهنية النشيطة، وبين الحين والآخر لعبت من سنة 2002 حتى سنة 2003 في الولايات المتحدة الأمريكية لدى فريق كرة القدم النسائية المحترف واشنطن الحرية في منطقه واشنطن دي سي.
مباراتها الأولى لعبتها 1993 ضد الدنمارك. وكانت مباراة تحديد المركز 3 في بطولة كأس الامم الأوروبية، ولكنهاخسرتها.
وكان قد تم تغيير اسمها من جونز إلى جونز فيلد. وفي عام1997 تم مجددا تعيينها من ضمن طاقم الفريق لبطولة الامم الأوروبية. ومن هنا أستطاعت الظهور والأنطلاق عالميا. وكماهره في تنظيم الدفاع الألماني كان لها مساهمه كبيره في ربح لقب بطوله الأمم الأوروبية، وفي نهايه المشوار تم اختيارها كنجمه من نجمات الفريق الألماني وتوجت كأفضل لاعبه مدافعه.
في عام 2005 أصبحت وللمرة الثالثة على التوالي بطلة أوروبا مع المنتخب الوطني. في عام 1999، شاركت شتيفي جونز للمرة الأولى لها في بطولة كأس العالم. وفي وقت لاحق بعد سنة فازت بالميدالية البرونزية مع المنتخب الوطني في دورة الألعاب الأولمبية في سيدني في أستراليا. في سنه 2001 لعبت مع الفريق الألماني الفائز في بطوله الأمم الأوروبية على أرض الوطن.
في نهائيات كأس العالم 2003 في الولايات المتحدة الأمريكية، اصيبت بتمزق في أحد أربطه الركبة اليمنى أثناء مباراة الدوري التمهيدي ضد الأرجنتين واضطرت إلى التوقف (الأستراحه) لمدة نصف عام عن اللعب.Anterior cruciate ligament injury اصابة في الرباط الصليبي الأمامي.
أثناء دورة الألعاب الأولمبية في أثينا عام 2004 وحصلت على الميدالية البرونزية.بعد 111 مباراة، أعلنت في 26 مارس 2007 استقالتها من المنتخب الوطني الألماني.

وكسبب آخر للأستقاله والاعتزال كانت علامات الأنهاك والأرهاق بعد ثلاثين عاما من المسيرة الرياضية. جونز: «والجسد لم يعد يتحمل العمل الشاق أكثر» [1] وفي 9 تشرين الثاني 2007، عين الاتحاد الألماني جونز رئيسه للجنة المنظمة لكأس كرة القدم النسائية العالمية 2011th.
وأستلمت مهمه عملها الجديده في أول يناير من عام 2008.
شتيفي جونز لديها أخوين احدهما كان قد شارك كجندي أمريكي في الحرب في العراق وقد فقد أحد ساقيه.
في أغسطس 2007، نشرت شتيفي جونز 'كتاب بعنوان «ضربة العمر. كيف تمكنت من الوصول إلى الأعلى» The kick of life صدر عن دار النشر والطباعة فيشر 2007 ,ISBN 3-596-17641-7
«لقد عانيت كثيرا في حياتي العائلية. ومن الرياضة تعلمت أن لا أستسلم في الحياة مطلقا. لقد كانت كرة القدم بالنسبة لي الحضن الآمن الذي ألجأ إليه في الشدائد. إنها منحتني الأمان والقوة»

## روابط خارجية
- شتيفاني جونز على موقع الاتحاد الدولي (مؤرشف)  (الإنجليزية)
- شتيفاني جونز على موقع قاعدة بيانات كرة القدم.إي يو (الإنجليزية)
- شتيفاني جونز على موقع Soccerway.com (الإنجليزية)
- شتيفاني جونز على موقع عالم كرة القدم.نت (الإنجليزية)
- شتيفاني جونز على موقع كووورة
- شتيفاني جونز على موقع أوليمبيديا (الإنجليزية)